# Stadion Torpedo we Włodzimierzu
Stadion Torpedo – wielofunkcyjny stadion we Włodzimierzu, w Rosji. Został otwarty 28 lipca 1952 roku. Może pomieścić 19 700 widzów. Swoje spotkania rozgrywają na nim piłkarze klubu Torpedo Włodzimierz.

## Historia
Po II wojnie światowej we Włodzimierzu postanowiono wybudować nowy stadion na 15 000 widzów, który stałby się główną areną sportową miasta. Planowanie ukończono w 1948 roku, a w maju 1949 roku ruszyły prace budowlane. Budowę prowadzono w dużej mierze w czynie społecznym i przy udziale niemieckich jeńców wojennych. Otwarcie stadionu nastąpiło 28 lipca 1952 roku. Nowy obiekt posiadał bieżnię lekkoatletyczną, którą od strony wschodniej, północnej i zachodniej otaczały trybuny oparte na wałach ziemnych. Od strony północnej na stadion poprowadzono charakterystyczne, szerokie schody.
Pierwszą modernizację obiektu przeprowadzono w roku 1958. Kolejne prace prowadzono w latach 60. XX wieku. W 1978 roku przeprowadzono demontaż infrastruktury stadionu, uniemożliwiając jego dalszą eksploatację. Prace przeprowadzono w nadziei, iż w związku ze zbliżającymi się igrzyskami olimpijskimi w Moskwie znajdą się środki na przebudowę areny. Funduszy na modernizację jednak nie uzyskano i stadion przez dłuższy czas pozostawał nieużywany.
Odbudowę zniszczonej infrastruktury zakończono dopiero w 1988 roku, kiedy ukończono istniejące do dziś żelbetowe trybuny, otaczające bieżnię ze wszystkich stron. Z obiektu zaczęto korzystać regularnie w roku 1991, kiedy to zainstalowano na nim elektroniczną tablicę wyników i maszty oświetleniowe. Po serii zalań wodą, obiekt znów został jednak wyłączony z użytku. Konstrukcja zachodniej części trybun groziła zawaleniem. Po dokonaniu niezbędnych napraw i modernizacji, m.in. instalacji plastikowych krzesełek na trybunach, obiekt ponownie przywrócono do użytkowania.